# Arbeitserziehungs- und Zigeuneranhaltelager St. Pantaleon-Weyer
Das Arbeitserziehungs- und Zigeuneranhaltelager St. Pantaleon-Weyer war ein ehemaliges nationalsozialistisches Gefangenenlager auf dem Gemeindegebiet von St. Pantaleon, heute wieder Haigermoos, in Oberösterreich. Das Lager bestand von Juli 1940 bis Jahresbeginn 1941 als Arbeitserziehungslager und wurde danach bis November desselben Jahres als „Zigeuneranhaltelager“ benutzt. Heute erinnert eine Gedenkstätte an die Haftanstalt.

## Geschichte

### Das Arbeitserziehungslager
Das Arbeitserziehungslager existierte vom 5. Juli 1940 bis ca. 7. Jänner 1941. Vom 7. Juli 1940 bis etwa Ende August 1940 diente das Gasthaus Göschl in Moosach, Gemeinde Sankt Georgen bei Salzburg, als Lagergebäude. Danach wurde vom Ortsgruppenleiter, dem Gast- und Landwirt Michael Kaltenegger, sowie vom Gaufürsorgeverband, der der formelle Betreiber des Lagers war, das Anwesen des Gastwirtes Geratsdorfer in Weyer zur Unterverpachtung gegeben. Kaltenegger selbst hatte es von dem sich in wirtschaftlichen Schwierigkeiten befindlichen Wirt gepachtet. Die Häftlinge wurden bei der Regulierung der Moosach eingesetzt.
In einem Schreiben des Gauleiters August Eigruber vom 31. Mai 1940 und des NS-Beauftragten für Arbeitserziehung Kubinger vom 10. September 1941 an alle Bürgermeister des Gaus Oberdonau wird der Zweck des Lagers folgendermaßen beschrieben:

„Eingeliefert können solche Volksgenossen werden, die die Arbeit grundsätzlich verweigern, die dauernd blaumachen, am Arbeitsplatz fortwährend Unruhe stiften oder solche, die überhaupt jede Annahme einer Arbeit ablehnen, obwohl sie körperlich dazu geeignet sind. Sie müssen aber alle das 18. Lebensjahr erreicht haben. Auch asoziale Betriebsführer sind inbegriffen. Nur Fälle krimineller Natur können hieramts nicht behandelt werden. Und Schwerinvalide, weil schwere körperliche Arbeit geleistet werden muß.“

Gemäß diesen Vorgaben wurden in der Folge als unliebsam eingestufte Personen in das Lager gebracht; so etwa Karl Gumpelmaier aus Mauthausen, weil er sich als Geschäftsführer eines großen holzverarbeitenden Betriebes geweigert hatte, eine Fahne der Deutschen Arbeitsfront anzukaufen. Die beiden jugendlichen Häftlinge Oskar Heinrich und Heinrich Müller hatten sich geweigert, am Betriebssport in der Papierfabrik Steyrermühl teilzunehmen und wurden – da sie noch nicht das 18. Lebensjahr erreicht hatten – gegen die Bestimmungen als Asoziale nach Weyer gebracht. In vielen Fällen ist nachgewiesen, dass nicht nur „Asoziale“ eingeliefert wurden.
Die Lagerinsassen wurden erst bei der Ankunft im Lager über die Gründe ihrer Inhaftierung informiert. Rechtsmittel gab es keine und bei der Ankunft kam es regelmäßig zur Gewaltanwendung durch den Lagerführer August Steininger. Die sogenannte Erziehung oblag dem Lagerpersonal, das aus der SA-Standarte 159 aus Braunau am Inn gebildet wurde, welcher auch der Lagerkommandant angehörte. Mit der Fortdauer des Lagers wurden auch die Gewalttätigkeiten der SA immer größer.
Erster Lagertoter war Johann Gabauer aus Julbach, der lebensgefährlich verletzt neben seinen Arbeitskollegen liegen gelassen wurde. Zahlreiche Schwerverletzte wurden in die umliegenden Krankenhäuser eingeliefert. Aus einer Krankengeschichte:

„Es wurden am ganzen Körper Striemen vorgefunden. E. kam im Spital vorübergehend zu Bewußtsein und erzählte, er sei wiederholt ins Wasser geworfen worden. Er starb am 4. September 1940. Der leitende Arzt veranlaßte die Leichenöffnung, bei der über den ganzen Rücken ausgebreitete, oberflächliche, blutige Epitheldefekte, besonders an den vorspringenden Teilen des Rückens sowie am Hinterkopf und Oberarm festgestellt wurden. Sie stellen offenbar die Folge der Mißhandlungen dar.“

Nach dem Tod des aus Neukirchen  stammenden Josef Mayer sah der Lagerarzt Alois Staufer die Möglichkeit, aus seiner persönlichen Verstrickung herauszukommen, in die er durch Ausstellung unverfänglicher Totenscheine für Lageropfer gekommen war; er schickte eine Sachverhaltsdarstellung an das Amtsgericht Wildshut. Damit begann ein eineinhalbjähriger Kampf um die Anklageerhebung gegen Aufseher und Lagerleitung, aber auch gegen NS-Größen wie Franz Kubinger und den Gauinspektor Stefan Schachermayer. Als Anklagepunkte, die vom Justizministerium in Berlin genehmigt wurden, waren vorgesehen:
- Totschläge
- schwere Misshandlungen
- Einweisung von unter 18-Jährigen
- Einweisung von Personen, die nicht als arbeitsunwillig bezeichnet werden konnten

Angesichts des drohenden Verfahrens wurde Anfang Jänner 1941 das Arbeitserziehungslager Weyer geschlossen, einige Häftlinge gegen Schweigegelübde entlassen und andere in ein Konzentrationslager überstellt.
Die Bemühungen der Gauleitung um Niederschlagung des Verfahrens waren erfolgreich. Am 16. April 1942 wurde das Verfahren gegen insgesamt fünf Angeklagte mit Ermächtigung Hitlers eingestellt.

### Das Zigeuneranhaltelager
Nach der überstürzten Auflösung des Arbeitserziehungslager internierten die Gaubehörden in Weyer ab 19. Jänner 1941 mehr als 350 österreichische Sinti und einige Roma. Das Lager St. Pantaleon wurde, ebenso wie das ungefähr zeitgleich in Lackenbach im Burgenland errichtete Lager, als „Zigeuneranhaltelager“ bezeichnet. Das Lagerpersonal wurde ausgewechselt, ein Gendarmeriemeister und zehn Polizeireservisten bildeten das Aufsichtspersonal, ein Beamter der Kriminalpolizei aus Linz wurde Lagerleiter. Der SA-Sturmführer Gottfried Hamberger blieb Verwalter.
In St. Pantaleon sollten die Häftlinge die Entwässerungs- und Regulierungsarbeiten fortsetzen, doch waren mehr als die Hälfte der Inhaftierten Frauen und Kinder. Während im Arbeitserziehungslager der Tod noch durch den Lagerarzt dem Standesbeamten gemeldet worden war, übernahm das jetzt der Lagerführer bzw. der Verwalter. Die angeführten Todesursachen sind zum Teil äußerst merkwürdig: „Lebensschwäche“ und „Herzkollaps“ bei Kindern, „Herzfleischentartung“ bei einer älteren Frau. Die toten Körper der Sinti wurden nach übereinstimmenden Aussagen von Zeitzeugen zunächst in der Totengräberkammer des Friedhofs Haigermoos zwischen Kannen und Schaufeln ablegt und nachts ohne erkennbares Grab verscharrt.
Am 4. November 1941 wurde das Lager aufgelöst, die Insassen wurden in Viehwaggons verladen und nach einem dreitägigen Zwischenaufenthalt im burgenländischen Lackenbach mit 4.700 anderen Personen ins Zigeunerlager des Ghettos Litzmannstadt im polnischen Łódź deportiert. Von dort kehrte keiner zurück.

## Nachwirkungen
Nach dem Krieg kam es 1948 zu einem Volksgerichtsverfahren gegen die Verantwortlichen, jedoch erstreckte es sich wegen Flucht von zwei Hauptangeklagten bis 1952. Die Verfahren endeten mit Schuldsprüchen, die Strafen lagen zwischen 15 Monaten und 15 Jahren. Das Verfahren gegen den Lagerleiter August Steininger endete 1952 mit zwei Jahren und sechs Monaten Haft. Das „Zigeuneranhaltelager“ wurde in den Volksgerichtsprozessen nach 1945 nicht einmal erwähnt. Selbst im Prozess gegen Gottfried Hamberger, der auch in diesem Lager Verwalter war, wurde das Lager II nicht erwähnt. Bereits im April 1955 waren aber alle Verurteilten anlässlich der Amnestie zum 10-jährigen Bestehen der Zweiten Republik wieder frei. Ab 1949 buhlten die österreichischen politischen Parteien bei Wahlen auf Bundesebene um die Gunst der ehemaligen Nationalsozialisten, und ab 1950 fanden sie auch in der Gemeindepolitik oft wieder einen Platz.
Wie in vielen anderen Fällen zu dieser Thematik auch, wurde dieser Abschnitt der Geschichte verdrängt oder bewusst nicht angesprochen. So gab die Gemeinde St. Pantaleon 1979 aus Anlass des Jubiläums „Innviertel bei Österreich“ eine Gemeindechronik heraus, in der aber noch immer nur von den Gefallenen des Weltkrieges zu lesen ist. Erst Ende der 1980er Jahre begann man, sich mit der Geschichte des Lagers zu beschäftigen. Der in St. Pantaleon lebende Schriftsteller Ludwig Laher und der in der Salzburger Nachbargemeinde Sankt Georgen bei Salzburg geborene Historiker Andreas Maislinger initiierten die Errichtung einer Gedenkstätte an das Lager, die von dem aus dem bayrischen Fridolfing stammende Künstler Dieter Schmidt gestaltet und im Jahr 2000 eröffnet wurde. Die Gedenkstätte wird von der Gemeinde St. Pantaleon und dem Verein Erinnerungsstätte Lager Weyer betreut.

## Bilder

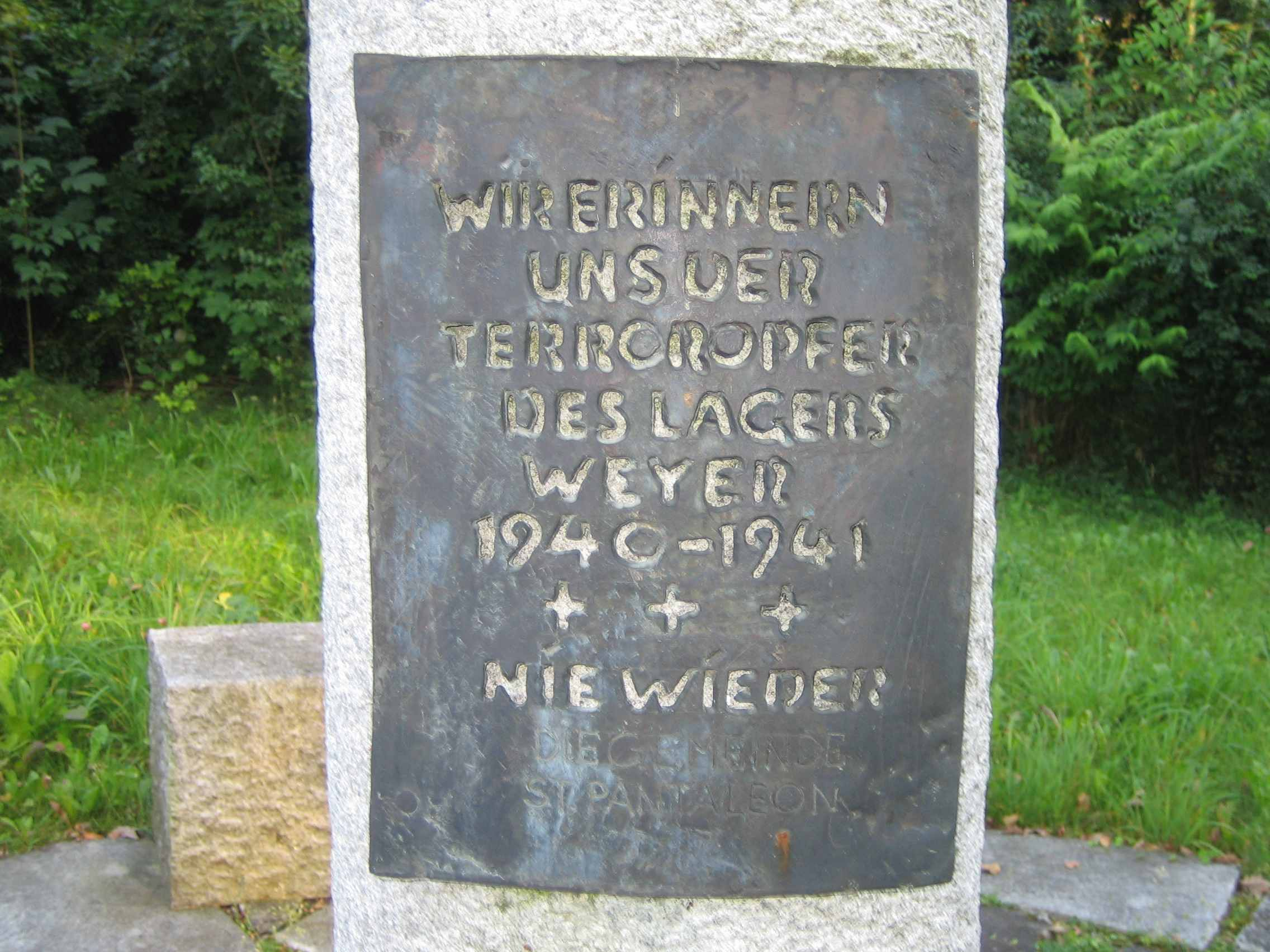
Gedenkstätte
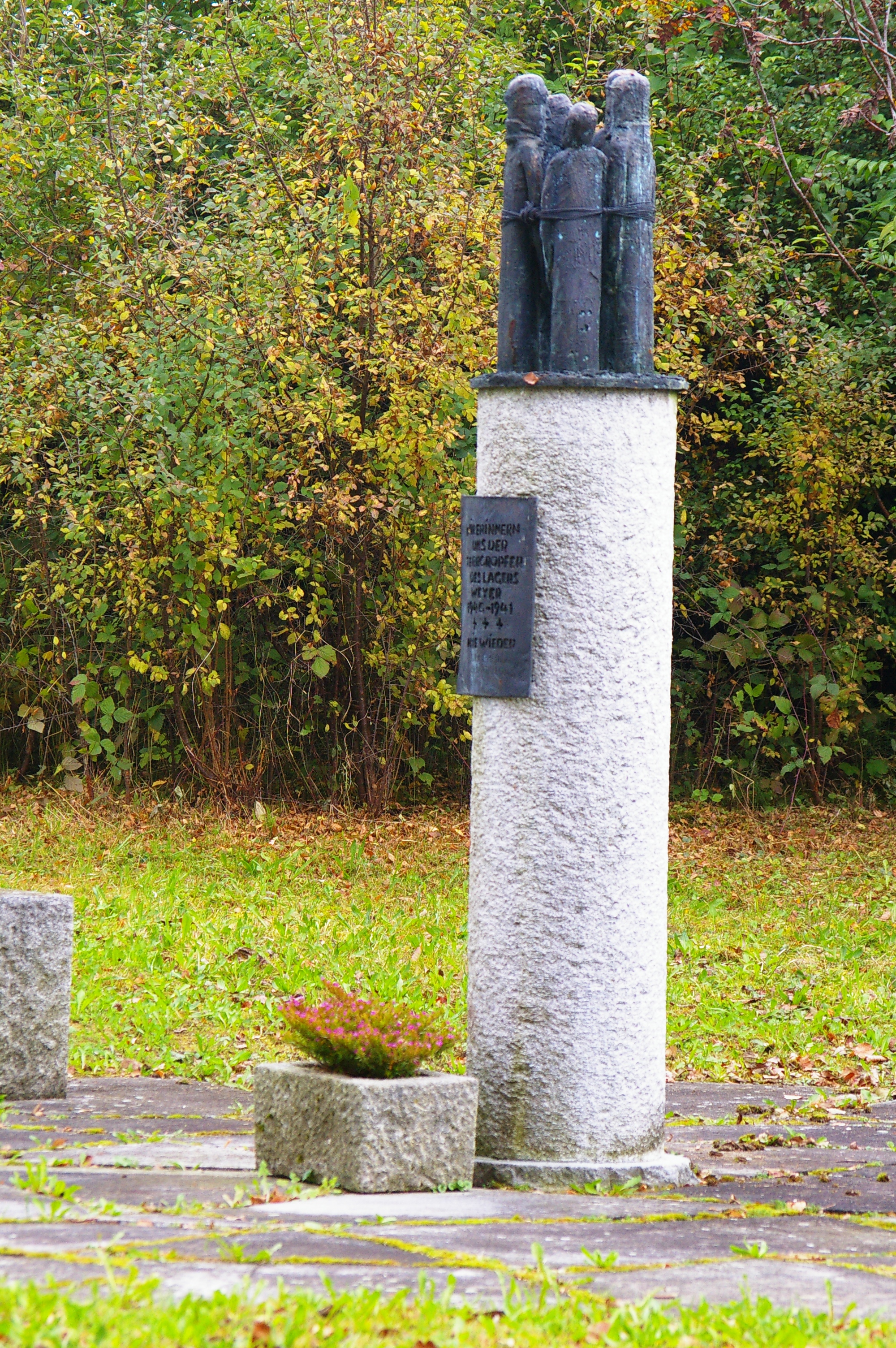
Gedenkstätte an der Moosach
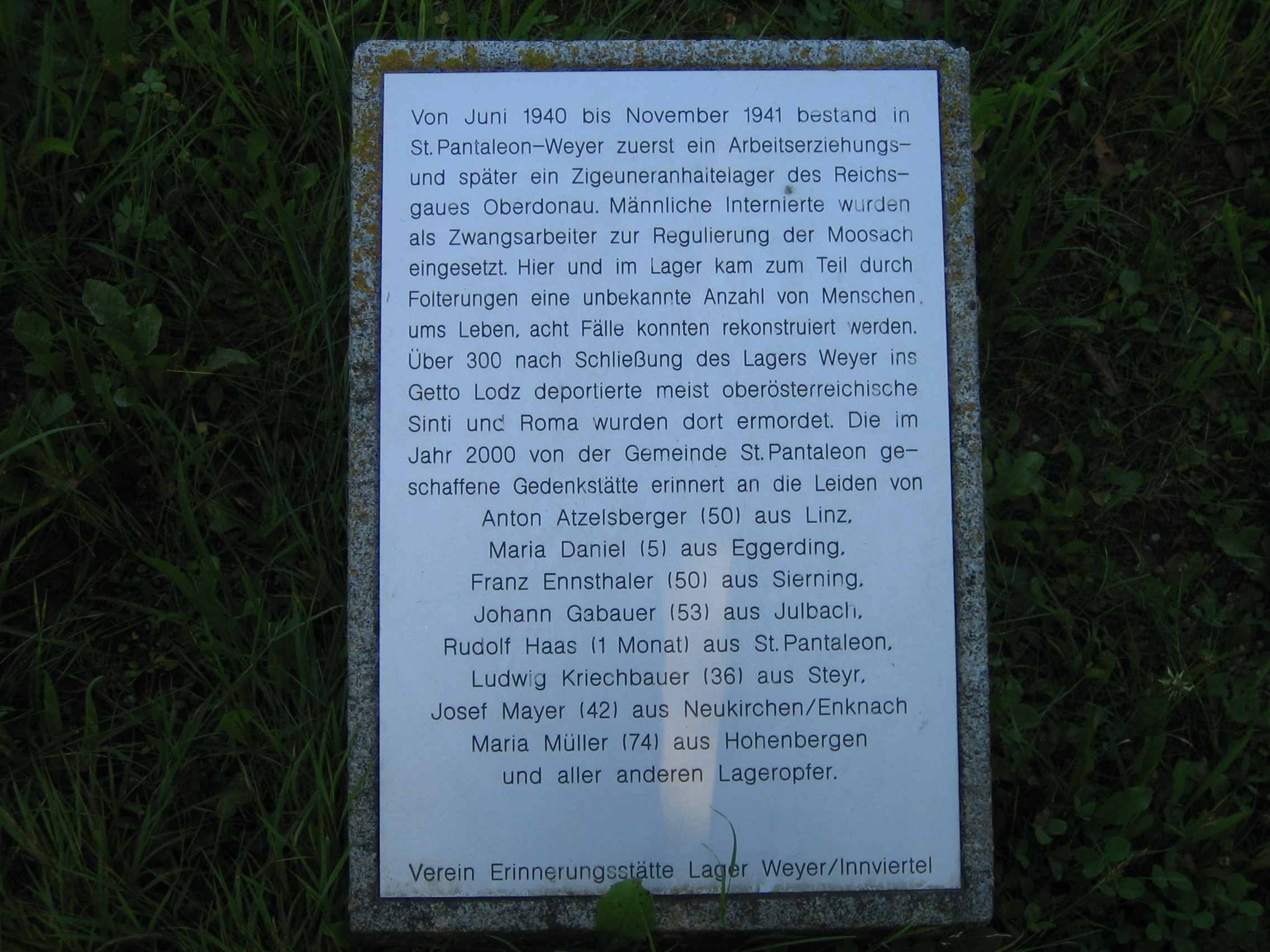
Infotafel in der Gedenkstätte
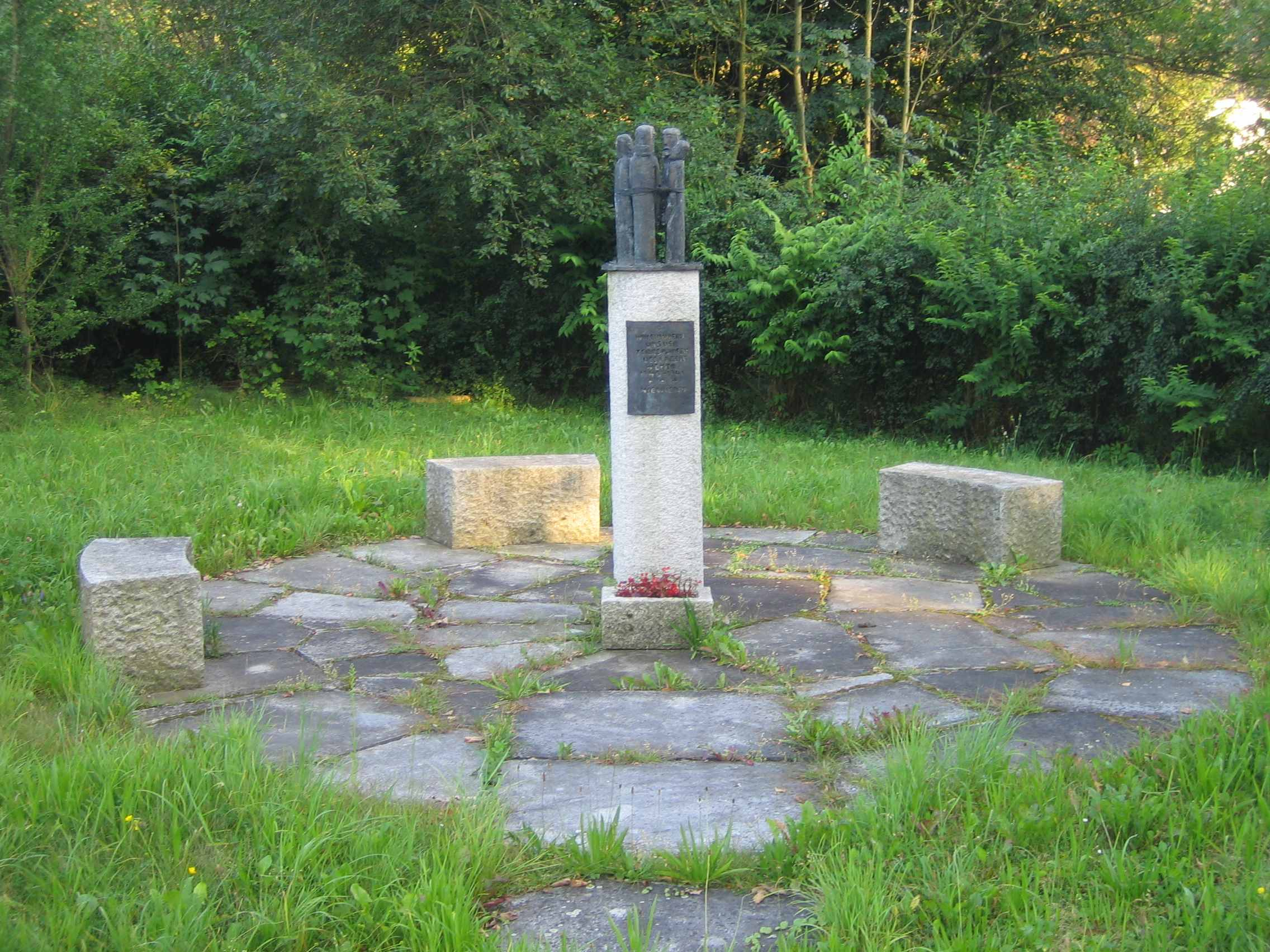
Gedenkstätte
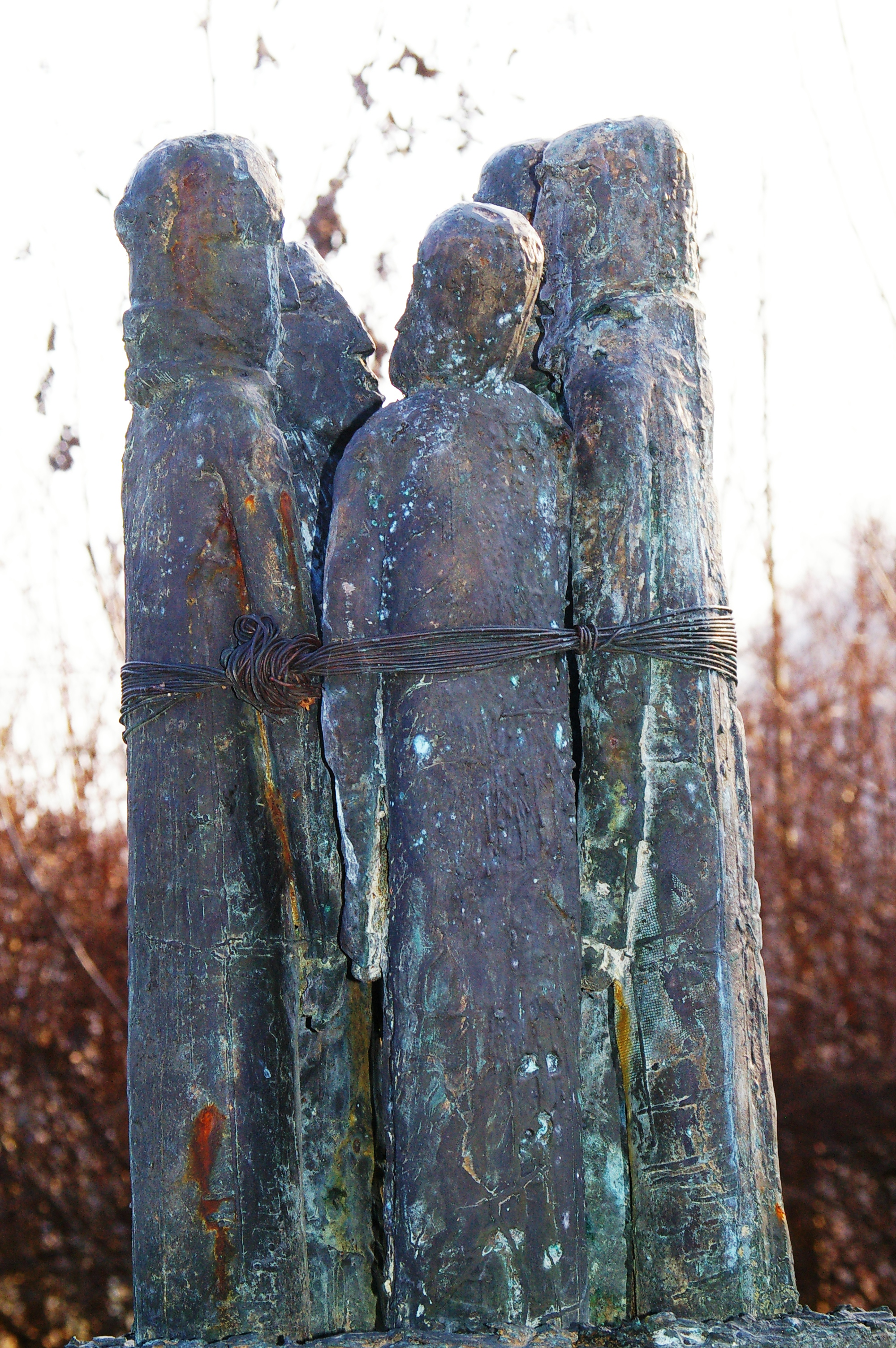
Gedenkstätte Figurengruppe von Dieter Schmidt(Fridolfing)
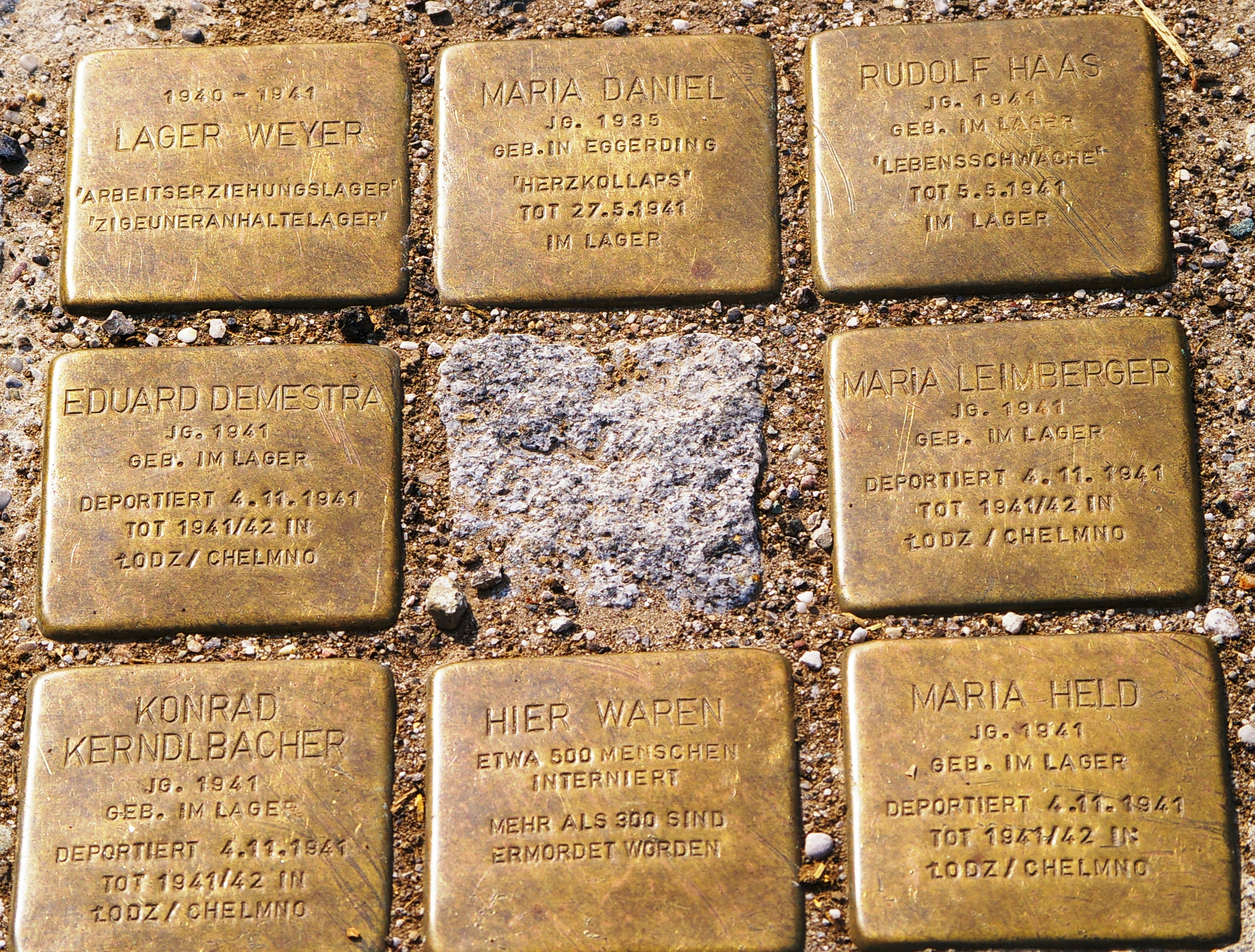
Stolpersteine in Weyer